# Ralf Socher
Ralf Heiko Socher (ur. 6 kwietnia 1967 w Vancouver) – kanadyjski narciarz alpejski, uczestnik Zimowych Igrzysk Olimpijskich 1994 w Lillehammer.

## Osiągnięcia

### Igrzyska olimpijskie
| Miejsce | Dzień     | Rok  | Miejscowość | Konkurencja | Czas biegu  | Strata  | Zwycięzca       |
| ------- | --------- | ---- | ----------- | ----------- | ----------- | ------- | --------------- |
| 31.     | 13 lutego | 1994 | Lillehammer | Zjazd       | 1:47,93 min | +2,18 s | Tommy Moe       |
| DNF1    | 17 lutego | 1994 | Lillehammer | Supergigant | -           | -       | Markus Wasmeier |

### Mistrzostwa świata
| Miejsce | Dzień     | Rok  | Miejscowość | Konkurencja | Czas biegu  | Strata  | Zwycięzca   |
| ------- | --------- | ---- | ----------- | ----------- | ----------- | ------- | ----------- |
| 11.     | 11 lutego | 1993 | Morioka     | Zjazd       | 1:33,64 min | +1,58 s | Urs Lehmann |

### Puchar Świata

#### Miejsca w klasyfikacji generalnej
- 1987/1988: 109.
- 1992/1993: 75.
- 1993/1994: 60.
- 1994/1995: 106.
- 1995/1996: 76.